# Simpsonichthys
Simpsonichthys är ett släkte av fiskar. Simpsonichthys ingår i familjen Rivulidae.

## Dottertaxa tillSimpsonichthys, i alfabetisk ordning[1]
- Simpsonichthys adornatus
- Simpsonichthys alternatus
- Simpsonichthys antenori
- Simpsonichthys auratus
- Simpsonichthys boitonei
- Simpsonichthys bokermanni
- Simpsonichthys brunoi
- Simpsonichthys carlettoi
- Simpsonichthys chacoensis
- Simpsonichthys cholopteryx
- Simpsonichthys constanciae
- Simpsonichthys costai
- Simpsonichthys delucai
- Simpsonichthys fasciatus
- Simpsonichthys filamentosus
- Simpsonichthys flagellatus
- Simpsonichthys flammeus
- Simpsonichthys flavicaudatus
- Simpsonichthys fulminantis
- Simpsonichthys ghisolfii
- Simpsonichthys gibberatus
- Simpsonichthys harmonicus
- Simpsonichthys hellneri
- Simpsonichthys igneus
- Simpsonichthys inaequipinnatus
- Simpsonichthys izecksohni
- Simpsonichthys janaubensis
- Simpsonichthys longignatus
- Simpsonichthys lopesi
- Simpsonichthys macaubensis
- Simpsonichthys magnificus
- Simpsonichthys marginatus
- Simpsonichthys mediopapillatus
- Simpsonichthys multiradiatus
- Simpsonichthys myersi
- Simpsonichthys nielseni
- Simpsonichthys nigromaculatus
- Simpsonichthys notatus
- Simpsonichthys ocellatus
- Simpsonichthys parallelus
- Simpsonichthys perpendicularis
- Simpsonichthys picturatus
- Simpsonichthys punctulatus
- Simpsonichthys radiosus
- Simpsonichthys reticulatus
- Simpsonichthys rosaceus
- Simpsonichthys rufus
- Simpsonichthys santanae
- Simpsonichthys semiocellatus
- Simpsonichthys similis
- Simpsonichthys stellatus
- Simpsonichthys suzarti
- Simpsonichthys trilineatus
- Simpsonichthys virgulatus
- Simpsonichthys zonatus